# Samara, Irak
Samara (arabsko سَامَرَّاء, latinizirano: Sāmarrāʾ) je mesto v Iraku. Stoji na vzhodnem bregu Tigrisa v guvernatu Saladin, 125 kilometrov severno od Bagdada. Moderno mesto Samara je leta 836 ustanovil abasidski kalif Al-Mu'tasim kot novo upravno prestolnico in vojaško oporišče. Leta 2003 je imelo mesto ocenjeno na 348.700 prebivalcev. Med iraško državljansko vojno je bila Samara v sunitskem trikotniku upora.
Arheološko najdišče Samara še vedno ohranja večino prvotnega načrta, arhitekture in umetniških relikvij zgodovinskega mesta. Leta 2007 ga je UNESCO razglasil za svetovno dediščino.

## Zgodovina

### Prazgodovinska Samara
Ostanke prazgodovinske Samare je med letoma 1911 in 1914 prvi izkopal nemški arheolog Ernst Herzfeld. Samara je postala tipsko mesto za samarsko kulturo. Od leta 1946 so zvezki, pisma, neobjavljena poročila o izkopavanjih in fotografije v galeriji umetnosti Freer v Washingtonu, D. C.
Civilizacija je vzcvetela skupaj z Ubaidskim obdobjem, kot ena prvih mestnih držav na Bližnjem vzhodu. Trajalo je od leta 5500 pr. n. št. in na koncu propadlo leta 3900 pr. n. št.

### Novasirsko obdobje
Mesto Sur-marati (ki ga je ponovno ustanovil Senaherib leta 690 pr. n. št. glede na stelo v Waltersovem umetniškem muzeju) ni zanesljivo identificirano z utrjenim asirskim mestom v al-Huvejšu na Tigrisu nasproti današnje Samare. Državni arhiv Asirije na spletu opredeljuje Surimarat kot sodobno mesto Samare.
Starodavna imena krajev za Samaro, ki jih je zabeležil samarski arheološki pregled, so grška Souma (Ptolemaj V.19, Zosim III, 30), latinsko Sumere, utrdba, omenjena med umikom Julijanove vojske leta 363 n. št. (Amijan Marcelin XXV, 6, 4) in sirsko Sumra (Hoffmann, Auszüge, 188; Mihael Sirski, III, 88), opisana kot vas.
Možnost večje populacije se je ponudila z odprtjem Katul al-Kisravi, severnega podaljška kanala Nahravan, ki je črpal vodo iz Tigrisa v regiji Samara, kar je pripisal Jaqut al-Hamavi (Muʿjam, glej pod "Qatul" «) Kozrav I. (531–578). Za praznovanje zaključka tega projekta je bil na južnem zalivu južno od Samare zgrajen spominski stolp (sodobni Burdž al-Ka'im), na severnem zalivu (sodobni Nahr ar-Rasasi) blizu ad-Davr. Dodatni kanal, Katul Abi al-Džund, ki ga je izkopal abasidski kalif Harun al-Rašid, je obeležil načrtovano mesto, postavljeno v obliki pravilnega osmerokotnika (sodobno Husn al-Kadisija), imenovano al-Mubarak in zapuščeno nedokončano leta 796.
- Ženski kipec, Samara, 6000 pr. n. št.
- Skleda iz Samare v Vorderasiatisches Museum v Berlinu. Svastika v središču motiva je rekonstrukcija[5]
- Kitajsko izdelana posoda sancai, 9.–10. stoletje, najdena v Samari, primer kitajskega vpliva na islamsko keramiko. Britanski muzej.

### Abasidsko glavno mesto
Leta 836 n. št. je abasidski kalif Al-Mu'tasim ustanovil novo prestolnico na bregovih Tigrisa. Tu je zgradil obsežne palačne komplekse, obdane z garnizijskimi naselji za svojo vojsko, večinoma iz Srednje Azije in Irana (najbolj znani Turki, pa tudi polki Horasani Ištakhanija, Faraghina in Ušrusanija) ali Severne Afrike (kot Maghariba). Čeprav so jih pogosto imenovali mameluški sužnji vojaki, je bil njihov status precej povišan; nekateri njihovi poveljniki so nosili sogdijske plemiške naslove.
Mesto se je nadalje razvilo pod kalifom al-Mutavakilom, ki je sponzoriral gradnjo razkošnih kompleksov palač, kot je al-Mutavakilija, in Velika mošeja Samara z znamenitim spiralnim minaretom ali Malvija, zgrajena leta 847. Za njegovega sina al-Mu'tazza je zgradil veliko palačo Bulkuvara.
Nestorijanski patriarh Sargis (860–72) je preselil patriarhalni sedež Vzhodne Cerkve iz Bagdada v Samaro in eden ali dva njegovih neposrednih naslednikov sta morda tudi sedela v Samari, da bi bila blizu sedeža oblasti.
Samara je ostala rezidenca kalifa do leta 892, ko je al-Mu'tadid vrnil prestolnico v Bagdad. Zgodovinski viri poročajo, da je bilo mesto približno v tem času izropano. Njegovo prebivalstvo se je verjetno zmanjšalo in mesto je nazadovalo, vendar je ostalo pomembno trgovsko središče.
Od 10. stoletja dalje je postalo pomembno romarsko mesto. V 12. in 13. stoletju se je tok reke južno od mesta pomaknil proti vzhodu. Posledično je bila glavna cesta med Bagdadom in Mosulom premaknjena na zahodni breg in Samara je izgubila svoj pomen kot trgovsko mesto.

### Sodobnost
V 18. stoletju je potekala ena najbolj nasilnih bitk osmansko-perzijske vojne 1730–1735, bitka pri Samari, kjer je padlo več kot 50.000 Turkov in Perzijcev. Zaroka je odločila o usodi osmanskega Iraka in ga ohranila pod oblastjo Konstantinopla do prve svetovne vojne.
V 1950-ih je Samara dobila nov pomen, ko je nastalo stalno jezero, jezero Tartar, z izgradnjo jeza Samara, ki je bil zgrajen, da bi preprečil pogoste poplave Bagdada. Veliko domačinov je bilo zaradi jezu razseljenih, kar je povzročilo povečanje prebivalstva Samare.
Samara je ključno mesto v guvernatu Saladin, glavnem delu tako imenovanega sunitskega trikotnika, kjer so bili uporniki aktivni med iraško vojno. Čeprav je Samara znana po šiitskih svetih krajih, vključno z grobnicami več šiitskih imamov, so v mestu tradicionalno in do nedavnega prevladovali sunitski Arabci. Med iraško vojno so se pojavile napetosti med suniti in šiiti. 22. februarja 2006 je Al Kaida v Iraku bombardirala zlato kupolo mošeje al-Askari, kar je sprožilo obdobje nemirov in povračilnih napadov po vsej državi, ki so terjali na stotine življenj. Nobena organizacija ni prevzela odgovornosti za bombni napad. 13. junija 2007 so sunitski uporniki ponovno napadli mošejo in uničili dva minareta, ki sta obkrožala ruševine kupole. 12. julija 2007 je bil razstreljen stolp z uro. Poročali niso o smrtnih žrtvah. Šiitski klerik Muktada al-Sadr je pozval k miroljubnim demonstracijam in tridnevnemu žalovanju. Izjavil je, da meni, da za napadom ne bi mogel stati noben sunitski Arabec, čeprav so bili po poročanju New York Timesa napadalci verjetno suniti, povezani z Al Kaido. Po bombnem napadu leta 2006 je bila mošeja zaprta, iraška policija pa je takrat v mestu uvedla policijsko uro za nedoločen čas. Leta 2009 so mošejo ponovno odprli, medtem ko je potekala obnova.
Vse od konca iraške državljanske vojne leta 2007 se je šiitska populacija svetega mesta eksponentno povečala. Vendar se je nasilje nadaljevalo z bombnimi napadi v letih 2011 in 2013. Junija 2014 je mesto napadla Islamska država (ISIS) v okviru ofenzive v Severnem Iraku. Sile ISIS-a so zavzele občinsko stavbo in univerzo, vendar so jih kasneje odvrnile iraška vojska in enote SWAT. Bližnji mavzolej Imam Dur, zgodovinski mavzolej, posvečen Muslim ibn Kurejšu, šiitskemu vladarju, je leta 2014 uničila ISIS.

## Verski pomen
V mestu je tudi svetišče al-Askari, ki vsebuje mavzoleja imamov Alija al-Hadija in Hasana al-Askarija, desetega oziroma enajstega šiitskega imama, pa tudi kraj, od koder naj bi Mohamed al-Mahdi, znan kot 'Skriti imam', šel v okultacijo v prepričanju dvanajsternikov ali šiitov. Zaradi tega je postalo pomembno romarsko središče šiitskih imamov. Poleg tega sta tam pokopani Hakimah in Nardžis, ženski sorodnici preroka Mohameda in imama, ki ju muslimani zelo cenijo, zaradi česar je ta mošeja eno najpomembnejših krajev čaščenja.

## Prebivalstvo
Po statističnih podatkih iraškega ministrstva za načrtovanje v letu 2013 je prebivalstvo mesta Samara naraslo s 15.000 ljudi v zgodnjih 1950-ih na več kot 190.000 ljudi v letu 2013. Kar zadeva okrožje Samara (mesto in podeželje), je prebivalcev približno 250.000 sunitskih Arabcev. Iz klanov Swamara (Albu Abbas, Albu Nisan, Albu Daraj, Albu Assi, Albubaz, Albuisa, Albubadri, Albuasoud, Alburahman, Albuhdad, Albuwis), Albayat, Albu Badran, Al-Dulaim (Albu Nimr, Albu Fahd), Al- Jabbour, Al-Azza, Al-Ubaid in Bani Tamim.
V 20. stoletju je Samara dobila nov pomen, ko je bilo leta 1954 v bližini mesta zgrajeno stalno jezero, da bi preprečili ponavljajoče se poplave, ki so grozile Bagdadu. Številni lokalni prebivalci so bili razseljeni iz območja jezu, ki meji na mesto, in se preselili v bližnje vasi in središče mesta Samara, v naslednjih letih pa je prišlo do povečanja prebivalstva kot posledice naravne rasti prebivalstva.

## Kultura in znamenitosti
V Samari so še vedno ruševine številnih kalifskih palač in drugih stavb, prvotno pokritih z marmorjem in dragocenimi mozaiki. Velika mošeja Samara je dobila spiralni minaret, ki spominja na starodavni mezopotamski zigurat. Ta slavni minaret stoji vzhodno od sedanjega mesta. Nekoliko manjša in mlajša mošeja Abu Dulaf je dobila repliko. Leta 2007 je UNESCO razglasil ruševine in arheološka najdišča za svetovno dediščino. Hkrati ga je vpisala na Rdeči seznam ogrožene svetovne dediščine.
Današnje precej manjše mesto Samara leži sredi obsežnih ruševin na vzhodnem bregu Tigrisa, približno 125 kilometrov severno od Bagdada.

### Arheološka najdišča v Samari
Nemški arheolog Ernst Herzfeld je med letoma 1911 in 1914 izvedel prva arheološka izkopavanja v starodavni Samari. Knjige, pisma, neobjavljena poročila o izkopavanjih in fotografije so od leta 1946 shranjeni v galeriji umetnosti Freer v Washingtonu, D. C.
Čeprav je trenutno arheološko najdišče, ki ga pokrivajo ruševine opeke iz blata, veliko najdišče, najdišče Samara v starih časih ni bilo veliko raziskano, razen samarske kulture iz obdobja bakrene dobe (5500-4800 pr. n. št.), ki je bila najdena na lokaciji Tell Rich, kjer dokazi o namakalni arhitekturi, vključno z lanom, kažejo na cvetočo poselitveno kulturo z visoko organizirano družbeno strukturo. Najpomembnejša stvar te dediščine je predvsem fino izdelana keramika, ki je okrašena s temnimi ozadji s stiliziranimi liki živali in ptic ter zelo dodelanimi geometrijskimi vzorci. Ta vrsta lončenine je bila zelo razširjena, ker je bila dobro izdelana, in so jo na veliko izvažali na starodavni Bližnji vzhod, izvirala pa je iz Samare. Samarska kultura je bila predhodnica mezopotamske kulture v Ubaidskem obdobju.
Senaherib je zgradil mesto Sur-marati leta 690 pr. n. št., glede na spominsko ploščo v Walters Art Museum v Baltimoru v Marylandu, ki je bila najdena zanemarjena v eni od asirskih utrdb v Haviji ob reki Tigris nasproti sedanjega mesta Samarra.

## V popularni kulturi
Metafora »Imeti sestanek v Samari«, ki pomeni smrt, je literarna referenca na starodavni babilonski mit, zapisan v Babilonskem Talmudu in prepisan s strani W. Somerseta Maughama, v katerem Smrt pripoveduje o človekovem neuspešnem poskusu, da bi ji pobegnil z begom iz Bagdada v Samaro. Zgodba The Appointment in Samarra je pozneje tvorila zametek istoimenskega romana Johna O'Hare.
V filmu Tarče iz leta 1968 Byron Orlok, starajoča se zvezda grozljivk, ki jo igra Boris Karloff, pripoveduje Maughamovo različico zgodbe svojim mlajšim kolegom.
Zgodba je povedana v The Six Thatchers, epizodi TV Sherlock iz leta 2017.